# Nicotiana rustica
Espèce
Classification APG III (2009)
Le Petit Tabac ou Tabac de jardin (Nicotiana rustica) est une plante de la famille des Solanacées originaire de la cordillère des Andes (Équateur, Pérou, Bolivie)  et qui s'est répandu au Venezuela, en Amérique centrale, au Mexique et dans l'est des États-Unis. Il est plus rarement appelé Tabac rustique.

## Variétés
Nicotiana rustica est très polymorphe. On trouve les variétés suivantes :
- Nicotiana rustica var. brasilia
- Nicotiana rustica var. pavonii
- Nicotiana rustica var. pumila
- Nicotiana rustica var. rustica

## Description
Nicotiana rustica est une plante annuelle de 40-80 cm de haut, couverte de poils glanduleux, à odeur vireuse.
Les feuilles ovales, oblongues ou lancéolées, de 10-20 (30) cm de long, sont portées par un pétiole de 5-15 cm de long.
Les inflorescences sont des panicules  portant plusieurs fleurs jaunes. La corolle jaune verdâtre comporte un tube de 1,2 à 2 cm de long, 2 à 3 fois plus longue que le calice.
Les fruits sont des capsules subglobuleuses, de 7-16 mm de long. Elles dépassent peu le calice et peuvent contenir des milliers de petites graines brunes.
La floraison s'étale durant les mois de juin et juillet.

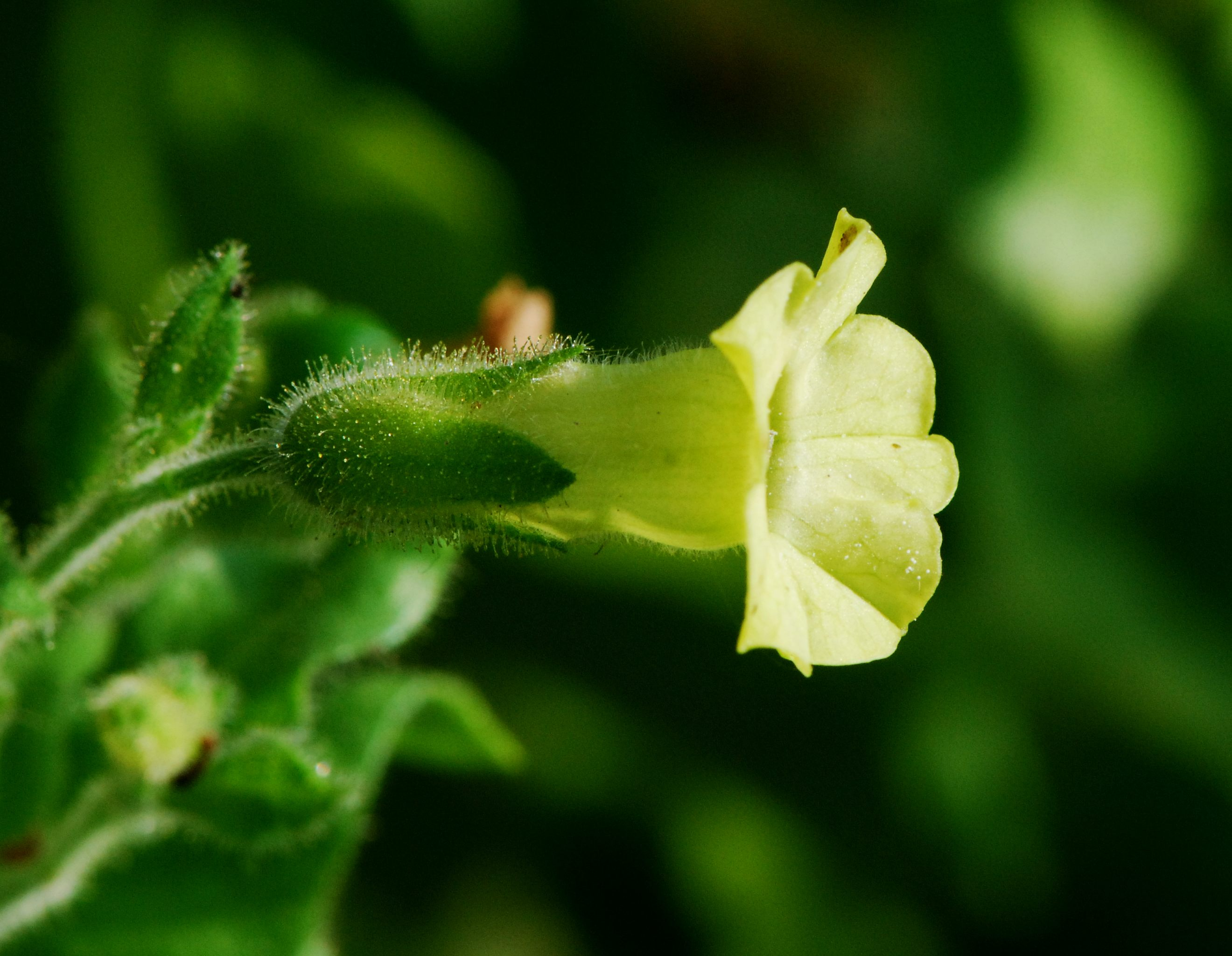
Fleur de N.rustica

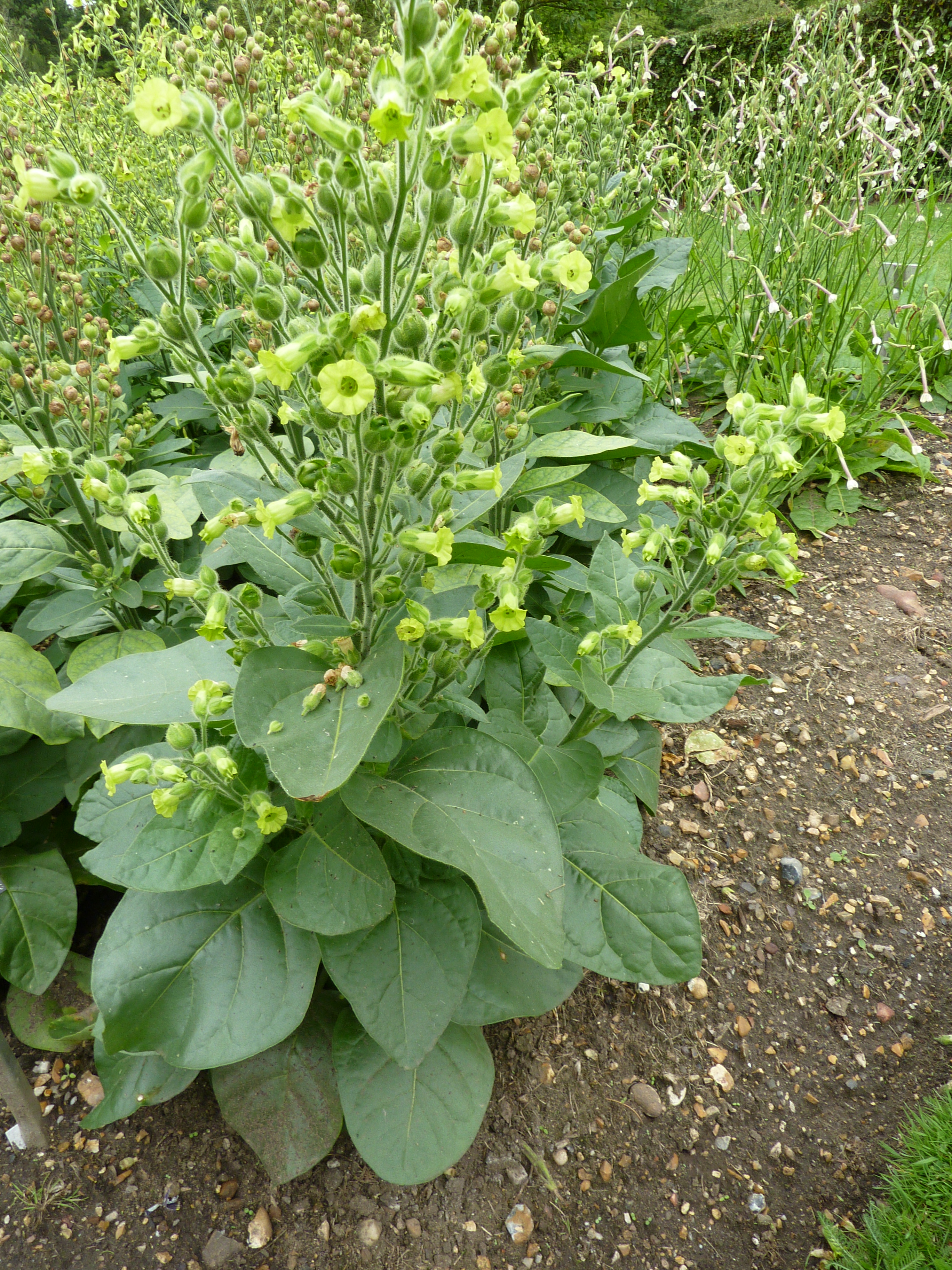
Pied de N. rustica en fleur
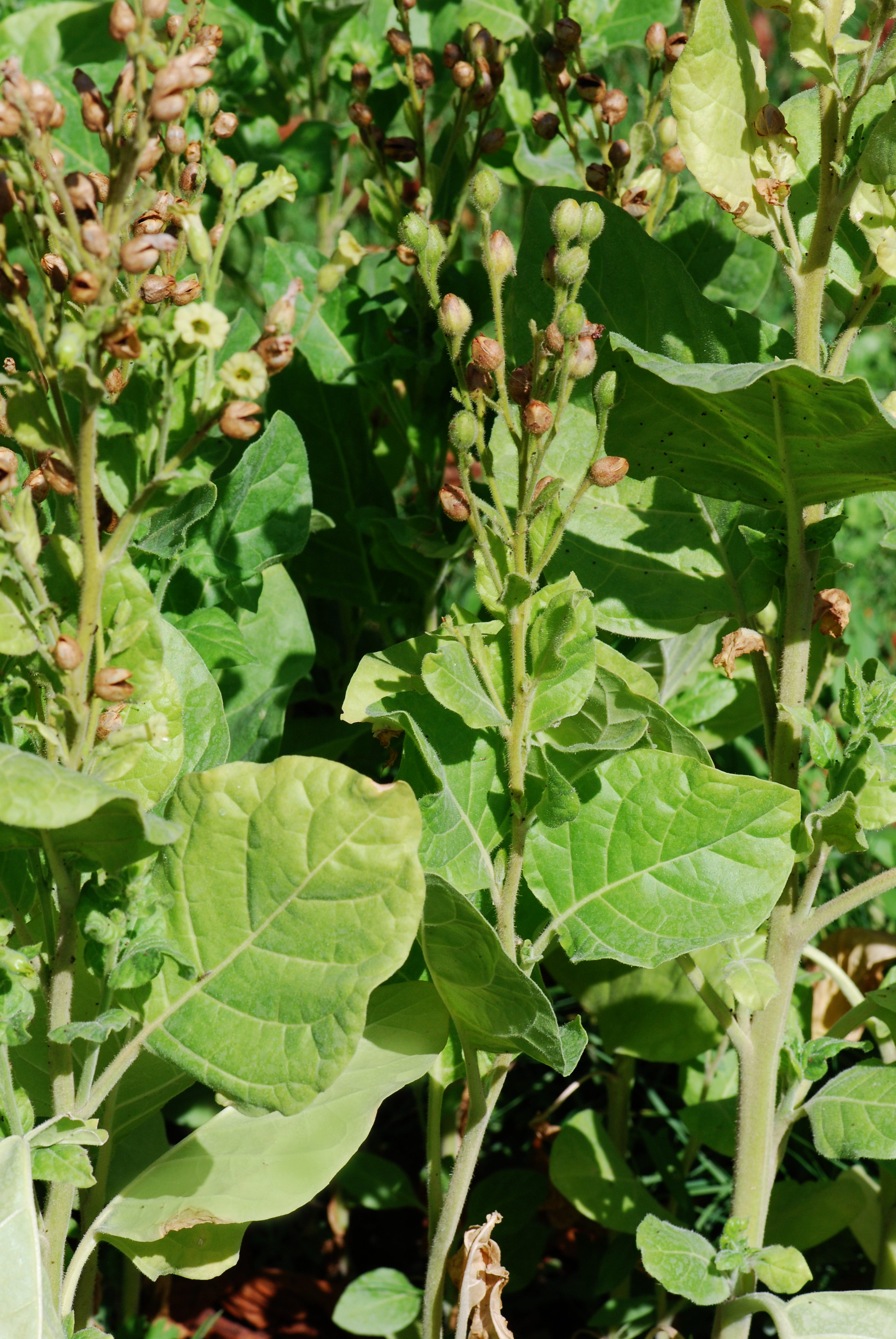
N. rustica portant des fruits
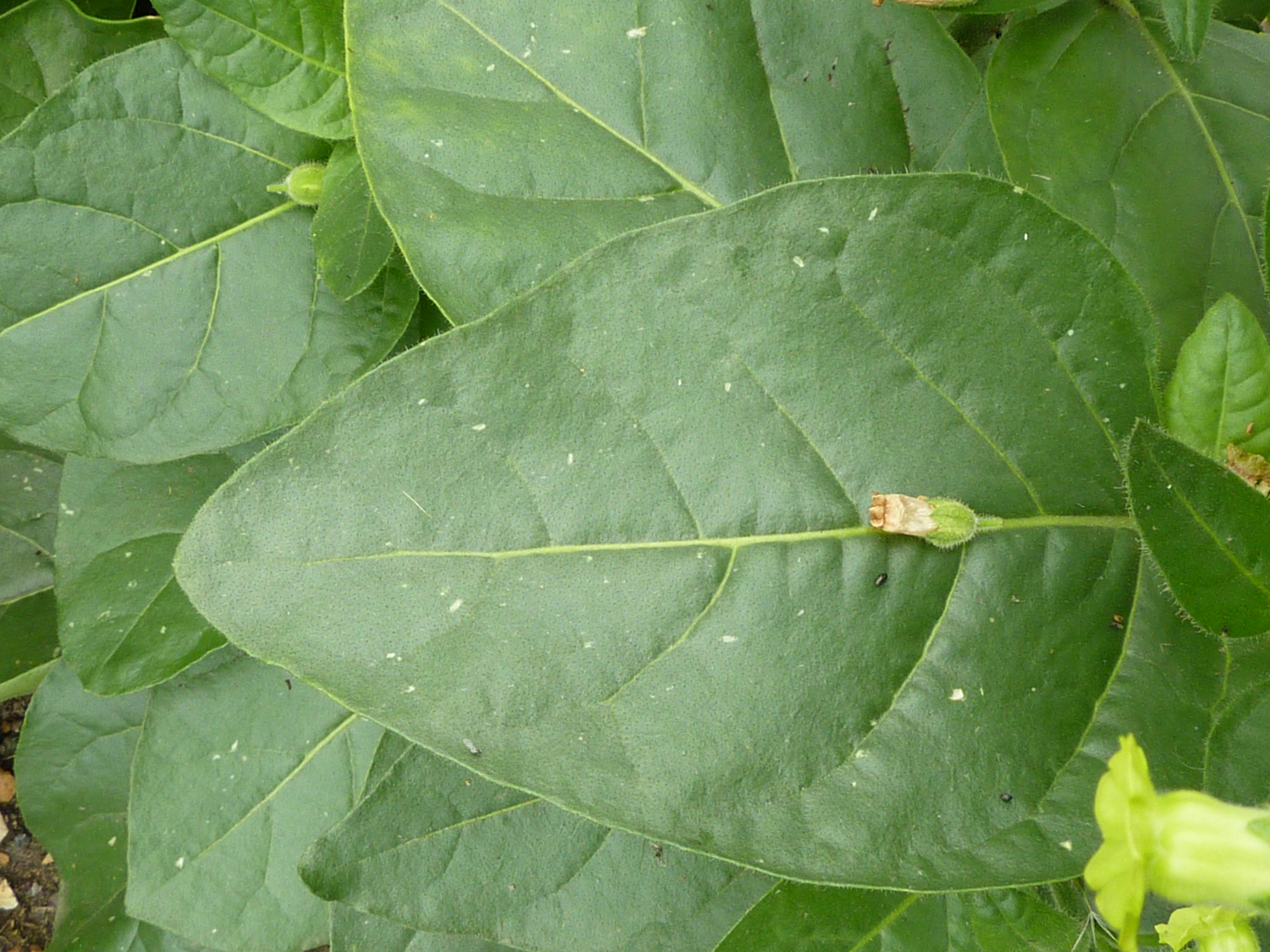
Feuille

## Écologie
Actuellement, une variété sauvage de N. rustica var. pavonii pousse dans les zones perturbées des Andes, du Chili à l'Équateur.

## Utilisation
Dans les communautés rurales des Andes, le curandero est un guérisseur connaissant les vertus médicinales des plantes et jouant un rôle d'intermédiaire entre notre monde et le monde des forces spirituelles. 
Au Pérou, dans la communauté indienne de Ayabaca (à plus de 2900 m d'altitude), les différentes espèces de tabac sont utilisées par le curandero dans des rituels de divination et de soins basés sur la fumée. Le Nicotiana rustica (tabaco moro) sert à guérir, le N. tabacum (tabaco blanco) pour effectuer des rituels propitiatoires. Dans ces mêmes fonctions, le N. paniculata (tabaco cimarron) est considéré comme le plus puissant. Le guérisseur placé à côté du patient, commence par chanter puis il souffle de la fumée de tabac sur tout le corps du sujet.
Le tabac est présent sous une forme ou une autre dans la plupart des rituels amérindiens mais on en trouve actuellement un usage plus moderne.
D'après une enquête ethnobotanique récente,  menée auprès des populations quechuas rurales du Pérou, les feuilles de N. rustica (Giusa en langue Quechua) sont utilisées en friction sur les cheveux pour éliminer les poux.

### Histoire
Deux espèces de tabac ont été domestiquées par les autochtones américains : Nicotiana rustica et Nicotiana tabacum, et bien que ce dernier se soit complètement imposé au niveau mondial, sa domestication fut bien plus tardive que celle de N. rustica.
Le centre d'origine du petit tabac (N. rustica)  devrait se situer au Pérou ou au nord-ouest de l'Argentine et c'est au cours de son expansion vers le nord  qu'il fut domestiqué. Pour Charles Heiser, la domestication aurait eu lieu au Mexique. Il serait ensuite arrivé dans les régions forestières de l'est des États-Unis vers 180 av. J.-C. et seulement vers 720 av. J.-C. dans le sud-ouest des États-Unis, comme l'atteste la découverte de graines dans ces régions. Il occupait tout l'est des États-Unis, du golfe du Mexique jusqu'aux Grands Lacs et au Canada. La culture du tabac n'étant guère simple, il est d'ailleurs possible que les indigènes nord-américains aient commencé par récolter les formes semi-sauvages.  Les découvertes archéologiques en Amérique du Nord indiquent que N. rustica fut utilisé plus tôt et sur un territoire beaucoup plus vaste que N. tabacum.
Les indigènes de Colombie et de l'Équateur utilisaient ce tabac alors que ceux d'Amazonie préféraient N. tabacum.  En Amérique du Nord, c'était aussi le seul tabac utilisé par les Indiens des régions forestières de l'est, jusque sur les rives du lac Ontario où les Hurons le cultivaient. Le Tabac commun (N. tabacum)  n'est arrivé dans ces régions qu'avec les colons Britanniques qui l'apportèrent avec eux. Les Espagnols, tout comme les Anglais, adoptèrent N. tabacum, le cultivèrent massivement et l'exportèrent vers l'Europe. Mais la première description européenne du tabac fut quand même celle du tabac à fleurs jaunes,  N. rustica  par Rembert Dodoens en 1554 (mais il l'illustra avec une représentation de Hyoscyamus sp., une jusquiame, erreur qui se perpétua assez longtemps). Au cours de XVIIe siècle, les Amérindiens de la côte est commencèrent à préférer le tabac commun brésilien (N. tabacum) au tabac de  N. rustica.
En raison de son taux élevé en nicotine, N. rustica est consommée pour produire des visions et d'autres états altérés de conscience. Les chamans l'utilisent pour communiquer avec les esprits dans des cérémonies visant à diagnostiquer et guérir des maladies.
Rares sont les témoignages du XVIe siècle capables de faire la distinction entre N. rustica et N. tabacum. Les Aztèques distinguaient pourtant dans leur langue, le nahuatl, le piciete (N. rustica) du yietl (N. tabacum).  Bernardino de Sahagún, missionnaire espagnol au Mexique, rapporte en 1529 les usages médicinaux du piciete et du yietl par des guérisseurs de Tlatelolco :

« Pour les abcès et les plaies sur la tête, ce remède peut être utilisé : mettre de la chaux mélangée avec du piciete... Contre les maux de tête persistants, respirer l'odeur de feuilles fraiches de piciete.
En cas de rhume ou de catarrhe, prendre la plante appelée piciete, soit sous forme de feuilles vertes ou de poudre, et les frotter à l'intérieur de la bouche avec un doigt, afin de chasser l'humidité. »

### Usages
Il s'agit d'une espèce de tabac dont les feuilles sont très concentrées en nicotine (9 % contre environ 1 à 3 % dans les feuilles du Tabac commun, Nicotiana tabacum).[réf. nécessaire]
Il est utilisé pour créer des pesticides organiques .

## Culture
La Nicotiana rustica demande beaucoup de lumière.